# Haukilammi
Haukilammi eller Haukilampi är en sjö i Finland. Den ligger i kommunen Siikais i landskapet Satakunta, i den sydvästra delen av landet, 240 km nordväst om huvudstaden Helsingfors. Haukilammi ligger 81 meter över havet. Arean är 4,7 hektar och strandlinjen är 0,81 kilometer lång. Sjön  ingår i Karvia å huvudavrinningsområde.   I omgivningarna runt Haukilammi växer i huvudsak blandskog.